# Rebai Wassim Kamoun
Pour les articles homonymes, voir Kamoun.
Rebai Wassim Kamoun, né le 4 août 1989 à Sfax, est un footballeur tunisien. Il évolue au poste de milieu défensif.

## Palmarès
- Coupe de la confédération (1) :
  - Vainqueur : 2013
  - Finaliste : 2010
- Coupe nord-africaine des vainqueurs de coupe (1) : 2009
- Coupe de Tunisie (1) :
  - Vainqueur : 2009
  - Finaliste : 2010, 2013, 2014
- Champion de Tunisie (1) : 2013